# みらいII
みらいII（みらいツー・ARV MiraiⅡ）は、海洋研究開発機構（JAMSTEC）が運用を予定している、現在建造中の日本の北極域研究船（砕氷船）。

## 概要
北極海での観測のほか、通常海域での観測や国際的な研究プラットフォームとしての活用も見込む大型の調査船。現在は2026年11月頃の竣工・引き渡しを予定している。
砕氷・耐氷性能基準のポーラークラスは4（多年氷が一部混在する厚い一年氷がある海域を通年航行可能）で、厚さ1.2メートルの平坦1年氷を3ノットの船速で連続砕氷可能。無人潜水機（ROV）や自律型無人潜水機等の無人探査機器の運用、ヘリコプターの運用機能を持つ。また、主機は砕氷研究船への搭載は世界初となるLNG・重油のデュアルフューエルディーゼル発電機を採用したディーゼル・エレクトリック方式で、環境負荷軽減と低燃費化を図る。豪雨等による自然災害発生時の被災地支援対応機能も備えるなど病院船としての運用も想定されている。
本船はJAMSTECで長年にわたり北極観測などを行ってきた海洋地球研究船・みらいの後継船として位置づけられており、船名もみらいから引き継ぐものとなっているほか、本船のドップラー・レーダーについては現在みらいに搭載されているものを移設予定である。

## 経緯
みらい以外に北極域の観測を行うことができる、新たな北極域砕氷船建造の必要性については2010年代から問われてきた。みらいはむつ（原子力船）をもとに改装した船であることから調査船としてはかなり大型で、またむつとしての建造当時（1960年代）の同規模船と比較して元々頑丈な設計であり、みらいに改装されて以降はポーラークラス7に相当する耐氷船である。みらいは通常海域の海洋・気象等の各種調査に加え、1998年からほぼ毎年北極航海を行い、そのいずれでも成果を残してきた。しかし砕氷構造でないことから北極海の観測は海氷のない期間・海域に限られ、また1969年進水の船であることから船体の老朽化も進行し、後継船の建造が望まれていた。日本の大型の砕氷船には海上自衛隊が保有するしらせ（砕氷艦・2代）があるが、南極観測船として運用されているため、しらせでの北極観測は年間の運用スケジュールからして難しい。
これとは別に、1987年にソビエト連邦のミハイル・ゴルバチョフ書記長が北極海航路開放を宣言して以降、シップ・アンド・オーシャン財団（現・笹川平和財団海洋政策研究所）が1995年にロシアの砕氷貨物船をチャーターして北極海航路実船航海実験を行うなど、日本においても海運における北極海航路利用の検討が行われてきた。氷海由来の事故リスクや砕氷船のチャーター費等の問題もあり、初期の北極海航路利用に向けた動きは鈍かった。また北極海航路を利用しても海上輸送コストの削減はそれほど期待できず、また砕氷設計により船価も高くなることなどから総合的に見て割に合わないという意見もあるものの、近年の地球温暖化による海氷減少によりさらに北極海が活用可能となる見込みであることから現在各国が北極海航路や北極海の資源に注目しており、日本も北極評議会などの北極海に関する国際ルールづくりの議論の場において、日本の存在感を高めたいという狙いがある。
本船の建造・運用計画は主にこれら2つの背景による日本の北極政策・海洋政策の一部であり、本船は調査船であると同時に、研究プラットフォームとして各国との国際連携・協力に資する外交カード、北極海航路利用に先駆けた技術実証・運航実証のための実験船として、また砕氷船の造船技術や運航技術向上・習熟のための足がかりとしての性質も持つといえる。建造にあたるジャパン マリンユナイテッドは、ユニバーサル造船が建造したしらせ (砕氷艦・2代)などでの実証とその後の研究を生かし、本船を必要な砕氷・耐氷性能と通常海域を含む航行性能を両立する設計とする。運行事業者である商船三井は、2014年からロシアのヤマルLNGプロジェクトに参画、北極海航路の砕氷LNGタンカーの運航を行うなど、北極海航路輸送に力を入れてきた。この北極海航路運航・LNG燃料取扱等のノウハウや人材を活用し、本船建造期間中は建造管理および艤装員の派遣、竣工後は運行を行う。

## 年表
- 2010年 シップ・アンド・オーシャン財団が日本北極海会議[注 3]を発足[35]。2012年3月までに「日本北極海会議報告書」と政策提言「北極海の持続可能な利用に向け日本がただちに行うべき施策」をとりまとめる[36][37]。北極海調査・研究の充実が要望されたが、この時点では砕氷艦しらせを両極域観測船とすべきとしていた。
- 2013年 シップ・アンド・オーシャン財団が国際共同研究用北極観測船に関する調査研究事業を開始[38]。翌2014年まで実施され、報告書がまとめられた[39][40]。
  - 10月 「北極のフロンティアについて考える議員連盟」が発足[41][42][注 4]。
- 2014年5月30日 北極海航路に係る産学官連携協議会が設置される[43]。
- 2015年
  - 3月21日 日本海洋学会2015年砕氷船シンポジウムが開催。「自国砕氷船を利用した極域海洋研究」と題し、日本独自の学術砕氷船の保有について検討される[44]。
  - 10月16日 政府の第14回総合海洋政策本部会合で「我が国の北極政策」が決定[45]。この中で北極域研究船について「自律型無人潜水機（AUV）等を用いた国際的な北極域観測計画への参画を可能とする機能や性能を有する、新たな北極域国際研究プラットフォームとしての北極域研究船の建造に向けた検討を行う」とされた[21]。
  - 12月 政府が日本初となる北極観測船を建造し、早ければ2020年にも就航させる方針であると報じられる[19]。
- 2016年10月7日 文部科学省が北極域研究船検討会を設置[46]。翌2017年1月24日まで計3回開催された[47]。
- 2017年
  - 9月5日 北極のフロンティアについて考える議員連盟が「北極のフロンティアについて考える議員連盟からの緊急提言」をまとめ、この中で北極域研究船の建造着手が要望された[48][49]。
  - 9月17日 文部科学省の科学技術・学術審議会海洋開発分科会において、新規事業として北極域研究船の建造に向けた研究事業が決定、平成30年度概算要求に盛り込まれる[50]。要求額は3.1億円[51]。
- 2018年
  - 1月25日 「北極の未来に関する研究会[注 5]」が政府に対し、日本が重点的に取り組むべき北極域に関する課題と施策について政策提言を行った[52]。この中で日本独自の砕氷機能を有する北極域研究船の建造が求められた[53]。
  - 11月27日 北極域研究共同推進拠点[注 6]が、「産業界からの意見集約のための北極域技術研究フォ－ラム」第3回講演会の中で砕氷機能を有する北極域研究船の必要性等についてアンケートを実施[54]。
- 2019年2月4日 北極環境研究コンソーシアムが文部科学省に対して北極域研究に関する報告と要望を提出[55]。この中で砕氷研究船が要望された[56][57]。
- 2020年
  - 10月16日 北極環境研究コンソーシアムが「北極域研究船利用計画書」を策定・公表[58]。
  - 11月30日 北極環境研究コンソーシアムが文部科学省に対して「北極域研究船」早期建造着手の要望書を提出[59]。
  - 12月21日 令和3年度政府予算案が閣議決定され、砕氷機能を有する北極域研究船の新規建造開始が実質上決定された[5][60][61]。
  - 12月25日 北極域研究船の利活用方策・費用対効果等に関する有識者検討会が検討結果を公表[62]。
- 2021年
  - 8月21日 ジャパン マリンユナイテッドが北極域研究船の建造を受注[63]。建造費約335億円[64]。
- 2022年
  - 1月 ジャパン マリンユナイテッドで模型を使った北極域研究船の水槽試験が開始。同年6月まで実施された[65]。
  - 3月 ジャパン マリンユナイテッド横浜事業所 磯子工場で起工[66][67]。
  - 8月10日 商船三井が北極域研究船運航予定事業者に決定[33]。
- 2023年
  - 4月 第4期海洋基本計画が閣議決定され、2つの主柱として「総合的な海洋の安全保障」と「持続可能な海洋の構築」、着実に実施すべき主要施策の一つとして「北極政策の推進」が挙げられた[68][69]。
  - 6月 北極域研究船の船体部設計がほぼ完了する[70]。
  - 12月17日 第1回「北極域研究船国際ワークショップ」が開催[71]。日本含め12カ国が参加し、この中で将来的な北極域の国際観測研究プロジェクトの事務局をJAMSTECが担当することが決定する[72]。
- 2024年
  - 2月22日 北極域研究船の船名が「みらいII」に決定[73]。海洋地球研究船みらいの2025年度の運用停止もあわせて発表された。
  - 6月28日 みらいⅡの船籍港がみらいと同じく青森県むつ市関根浜港に決定[74]。
  - 9月6日 ファーストブロック搭載[75]。
- 2025年
  - 3月19日 進水式、命名式。支綱の切断は愛子内親王によって行われた[76][77]。